# Samuel Camille
Samuel Camille, né le 2 février 1986 à Saint-Denis, est un footballeur français. Il occupe actuellement le poste de défenseur latéral.

## Biographie

### RC Lens (2008-2009)
Formé à l'ASOA Valence, Samuel Camille rejoint le Pas-de-Calais et le Racing Club de Lens en 2005. Il passe trois ans dans les équipes de jeunes, avant de signer professionnel en 2008.
Le 24 septembre 2008, il dispute son premier match officiel avec le Racing face à Lorient, en Coupe de la Ligue. Camille remplace à la 67e minute de jeu Alaeddine Yahia, alors que son équipe mène au score deux buts à zéro. C'est sa seule apparition en équipe première, ne figurant pas dans les plans de Jean-Guy Wallemme.

### Une carrière espagnole (2009-2019)
En juin 2009, il est libéré par le club, et effectue un essai à l'Atlético de Madrid. Finalement, il signe un contrat d'une année avec une option pour deux saisons supplémentaires au Rayo Vallecano, club de deuxième division espagnole. Il est surtout utilisé en Coupe d'Espagne, et ne joue que quatre matches de championnat.
Le 7 juillet 2010, il rejoint le Cordoue CF,. Il rejoindra successivement les clubs de Cadix, Alcorcon et Ponferradina avant de terminer sa carrière professionnelle au CD Tenerife. 

## Carrière en sélection
En mai 2019, Camille est retenu dans la liste préliminaire des 40 martiniquais en vue de la Gold Cup 2019.